# 原康晴
原 康晴（はら やすはる、1959年9月7日 - ）は、日本の実業家。日本コロムビア代表取締役社長や、同社取締役副会長を務めた。

## 人物・経歴
東京都出身。成城学園高等学校を経て、1982年成城大学経済学部経営学科卒業、日本コロムビア入社。宣伝本部宣伝企画3部長兼宣伝本部予算管理室長、コロムビアハウスディビジョンプレジデントを経て、2005年執行役A&R本部コロムビアハウス制作部長に昇格。2009年からRHJインターナショナルによる買収以来初となる生え抜きの代表執行役社長兼COO兼A&R本部長を務め、フェイスによる買収を受け、新たに就任した平澤創取締役会長のもとで事業展開を進めた。2015年取締役副会長。